# Campionato austriaco di hockey su pista 2017
Il Campionato Austriaco 2017 (de:Österreichischer Meister) è stata la 26ª edizione dell'omonimo torneo riservato alle squadre di hockey su pista austriache. Esso è stato organizzato dalla Federazione di pattinaggio dell'Austria. La competizione è iniziata il 26 marzo e si è conclusa il 15 giugno 2017.
Il torneo fu vinto dal Dornbirn per la 14ª volta nella sua storia.

## Squadre partecipanti
| Club       | Stagione | Città    | Impianto            | Stagione precedente          |
| ---------- | -------- | -------- | ------------------- | ---------------------------- |
| Dornbirn   | Dettagli | Dornbirn | Stadthalle Dornbirn | Campione d'Austria in carica |
| Dornbirn B | Dettagli | Dornbirn | Stadthalle Dornbirn | 4º nel campionato austriaco  |
| Villach    | Dettagli | Villach  | Ballspielhalle Lind | 3º nel campionato austriaco  |
| Wolfurt    | Dettagli | Wolfurt  | HockeyArena Wolfurt | 2º nel campionato austriaco  |

## Risultati
| andata  | andata | Incontro            | ritorno | ritorno |
|         |        |                     |         |         |
| 26 mar. | 1-7    | Villach-Wolfurt     | 4-15    | 11 giu. |
| 9 apr.  | 16-3   | Wolfurt-Dornbirn B  | 6-2     | 10 mag. |
| 15 apr. | 1-10   | Dornbirn B-Dornbirn | 1-6     | 14 mag. |

| andata  | andata | Incontro           | ritorno | ritorno |
|         |        |                    |         |         |
| 21 mag. | 6-2    | Dornbirn-Wolfurt   | 4-5     | 15 giu. |
| 3 giu.  | 8-4    | Villach-Dornbirn B | 14-10   | 15 giu. |
| 4 giu.  | 2-5    | Villach-Dornbirn   | 2-11    | 10 giu. |

| andata  | andata | Incontro            | ritorno | ritorno |
|         |        |                     |         |         |
| 26 mar. | 1-7    | Villach-Wolfurt     | 4-15    | 11 giu. |
| 9 apr.  | 16-3   | Wolfurt-Dornbirn B  | 6-2     | 10 mag. |
| 15 apr. | 1-10   | Dornbirn B-Dornbirn | 1-6     | 14 mag. |

| andata  | andata | Incontro           | ritorno | ritorno |
|         |        |                    |         |         |
| 21 mag. | 6-2    | Dornbirn-Wolfurt   | 4-5     | 15 giu. |
| 3 giu.  | 8-4    | Villach-Dornbirn B | 14-10   | 15 giu. |
| 4 giu.  | 2-5    | Villach-Dornbirn   | 2-11    | 10 giu. |

## Classifica finale
|                    | Pos. | Squadra    | Pt | G | V | N | P | GF | GS | DR  |
| ------------------ | ---- | ---------- | -- | - | - | - | - | -- | -- | --- |
| Austria (bandiera) | 1.   | Dornbirn   | 15 | 6 | 5 | 0 | 1 | 42 | 13 | +29 |
|                    | 2.   | Wolfurt    | 15 | 6 | 5 | 0 | 1 | 51 | 20 | +31 |
|                    | 3.   | Villach    | 6  | 6 | 2 | 0 | 4 | 31 | 52 | -21 |
|                    | 4.   | Dornbirn B | 0  | 6 | 0 | 0 | 6 | 21 | 60 | -39 |

Legenda:
      Campione d'Austria e ammessa alla Coppa CERS 2017-2018.
      Ammesse alla Coppa CERS 2017-2018.
Note:
Tre punti a vittoria, uno a pareggio, zero a sconfitta.

## Verdetti
| Verdetto                | Club                  |
| ----------------------- | --------------------- |
| Campione d'Austria 2017 | Dornbirn (14º titolo) |
| Coppa CERS 2017-2018    | Dornbirn Wolfurt      |